# ماسک گاز

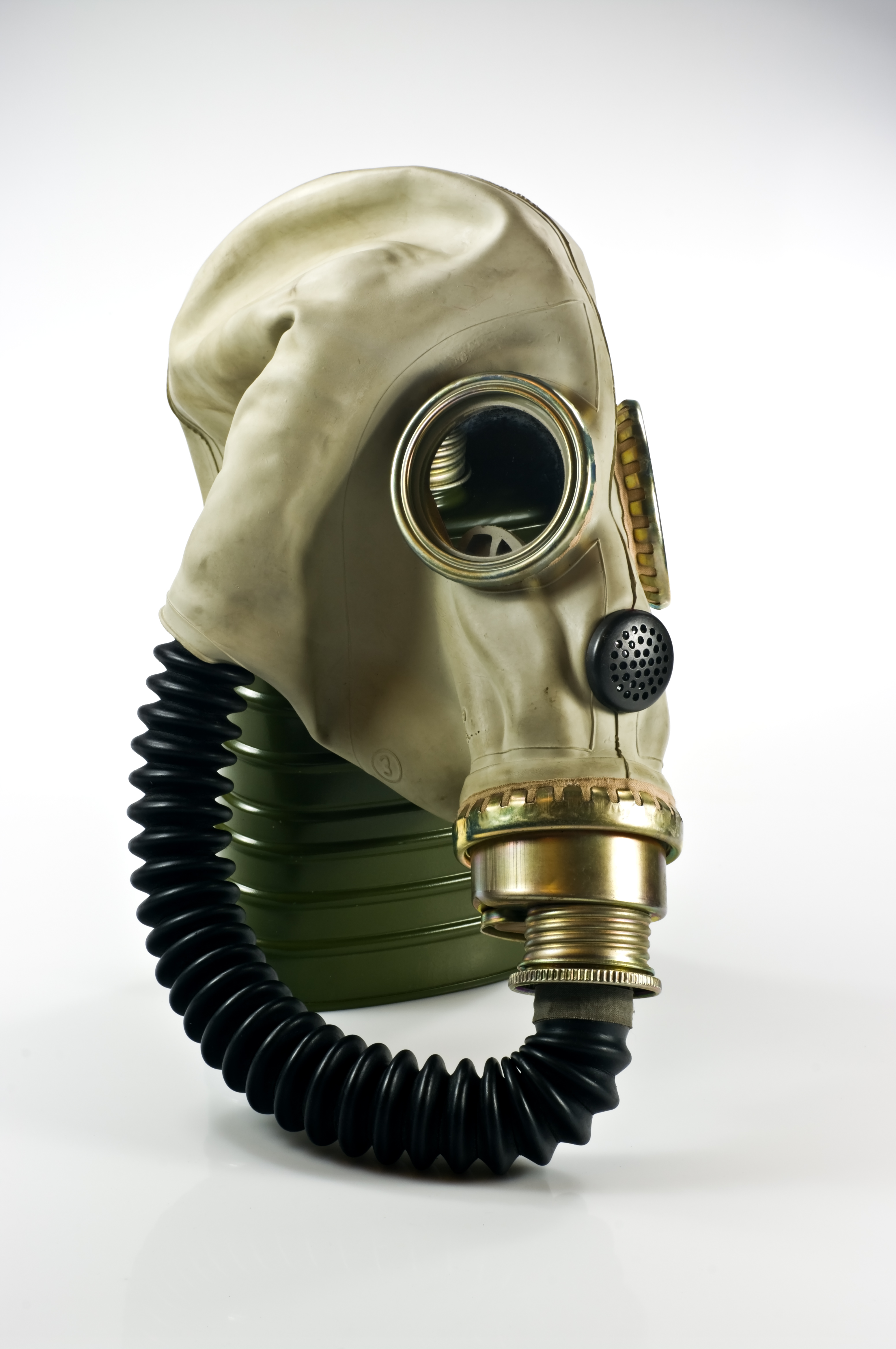
یک ماسک گاز لهستانی، استفاده شده در ۱۹۷۰ تا ۱۹۸۰

ماسک گاز به ماسکی گفته می‌شود که برای محافظت افراد از استنشاق آلاینده‌های موجود در هوا و گازهای سمی می‌باشد. ماسک به شکل یک پوشش مهر و موم شده بر بینی و دهان است، اما همچنین ممکن است چشم و دیگر بافت‌های نرم آسیب‌پذیر صورت را نیز پوشش دهد. اکثر فیلترهای ماسک گاز میتوانند در حدود ۲۴ ساعت در ان.بی. سی (شرایط بیولوژیک و هسته‌ای) دوام بیاورند.
مواد سمی موجود در هوا ممکن است، (برای مثال گاز خردل و گاز کلر مورد استفاده در جنگ جهانی اول) یا ذراتی (مانند بسیاری از عوامل بیولوژیکی توسعه یافته برای سلاح‌های مانند باکتری‌ها، ویروس‌ها و سموم) باشند. ماسک گاز در ساخت و ساز در هنگام ارتباط با مواد خطرناک، در تعمیرات نشت گاز یا تمیز کردن پس از نشت، برای محافظت در برابر گازهای جوشکاری، در ساختارشکنی برای محافظت در برابر پنبه نسوز یا سایر ذرات خطرناک در صنایع شیمیایی استفاده می‌شود. کارگران معمولاً از ماسک گاز به عنوان یک اقدام احتیاطی در برابر نشت استفاده می‌نمایند.
در طول تظاهرات و اعتراضات که در آن از گاز اشک‌آور توسط پلیس ضد شورش به کار می‌رود، ماسک گاز معمولاً توسط پلیس و تظاهرکنندگان به‌طور یکسان استفاده می‌شود. گذشته از کاربرد عملی آن، ماسک گاز همچنین به عنوان نشانی برای اخطار و نشان دادن وجود مواد سمی مانند پنبه نسوز، ممکن است مورد استفاده قرار گیرد.
طراحی ماسک گاز سنتی با دو پنجره کوچک دایره‌ای برای چشم، هنگامی آغاز شد که تنها مواد مناسب برای این پنجره‌ها (پلی (متیل متاکریلات)) در دسترس بود.

## اصول ساخت و ساز
جذب فرایند چسبیدن به یک بدنه (معمولاً بزرگتر)، و جذب سطحی روند رسوب بر یک سطح است. از این دو می‌توان برای حذف هر دو ذرات و گازهای خطرناک استفاده نمود.

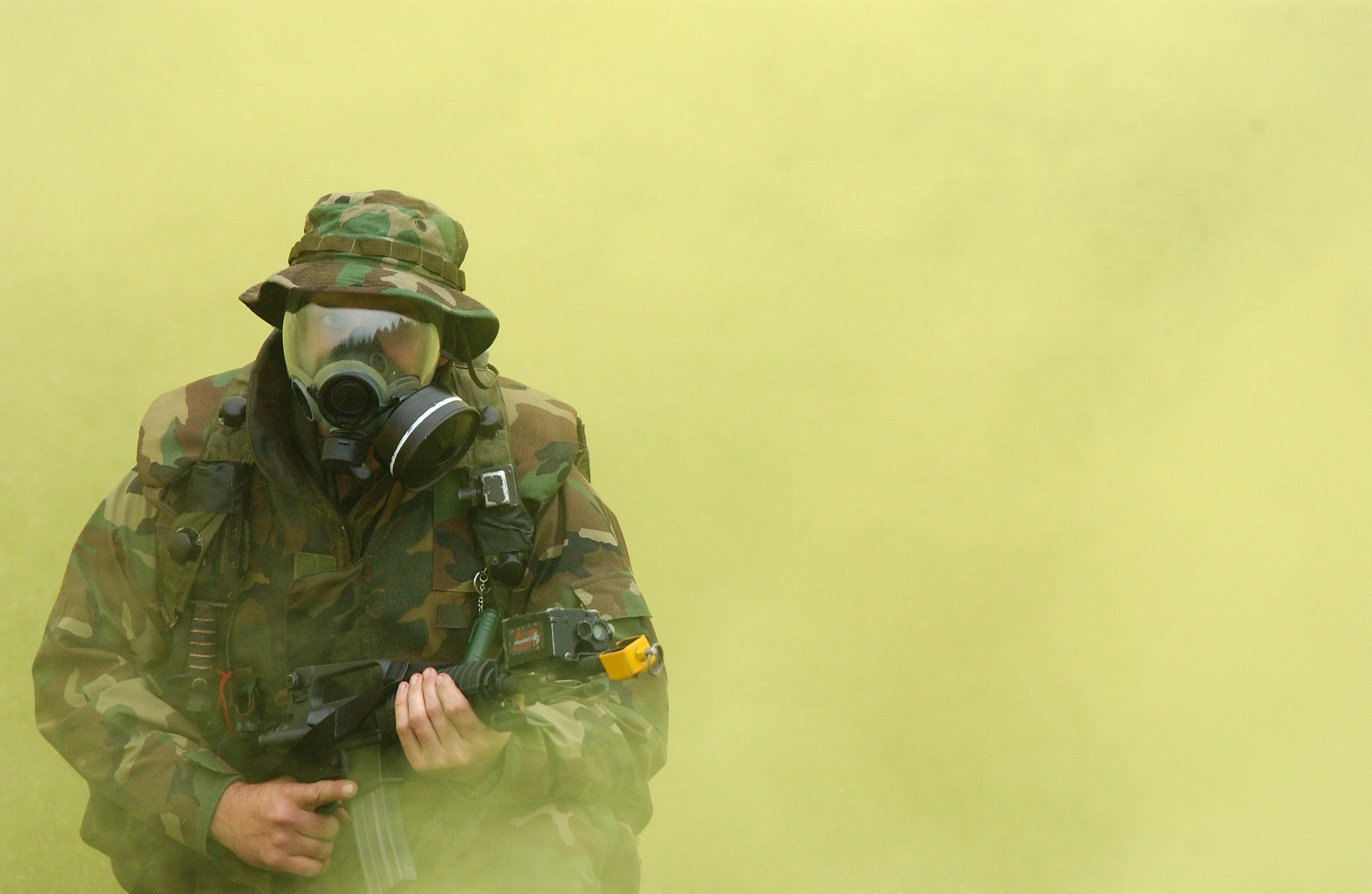
ماسک گاز MCU-2/P یک عضو نیروی دریایی ایالات متحده که کارتریج فیلتر در سمت چپ دهان است که برای افراد راست دست مناسب تر است.
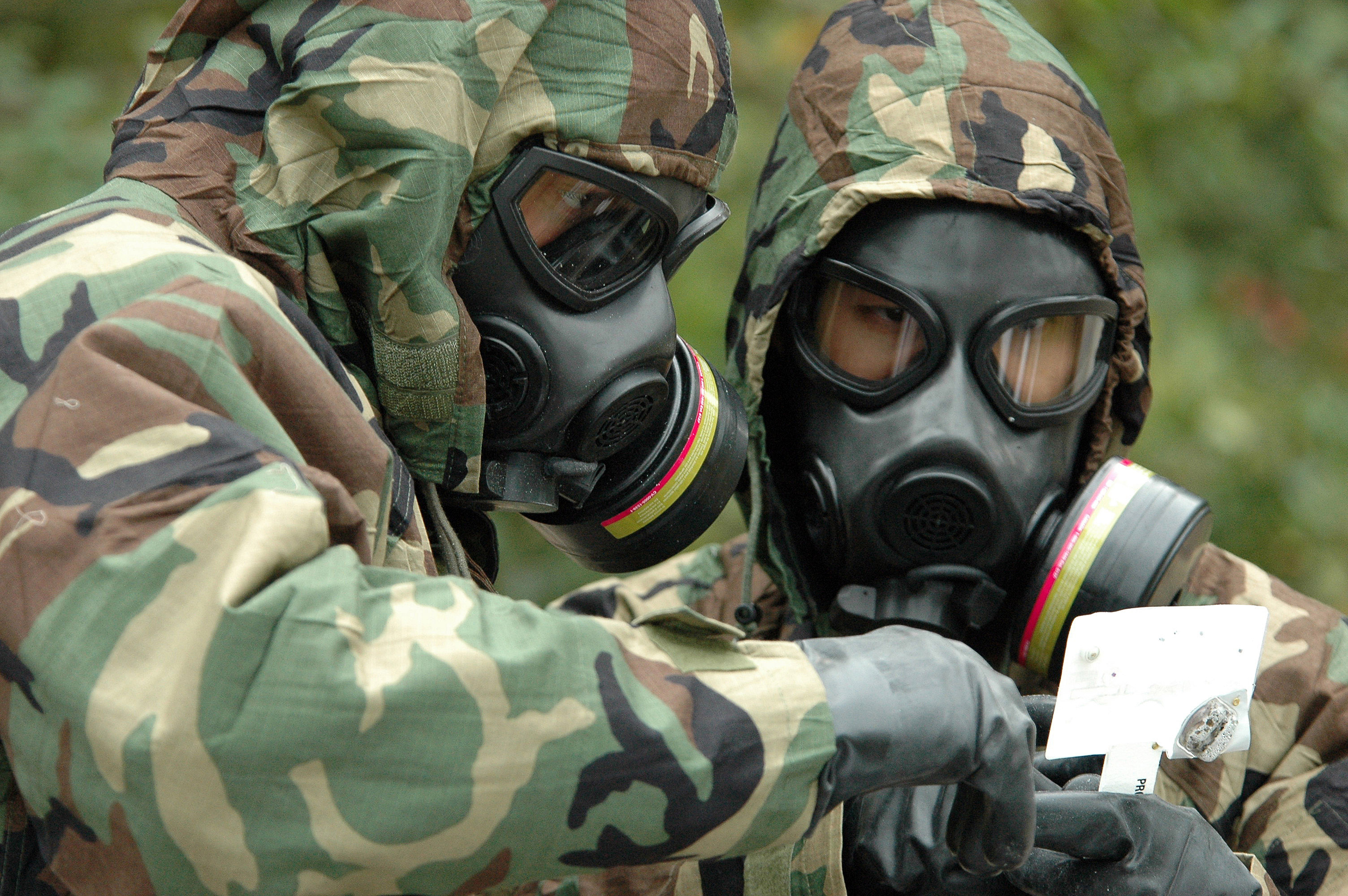
نیروی دریایی ایالات متحده در حال استفاده از سیستم ماسک گاز EOD M45
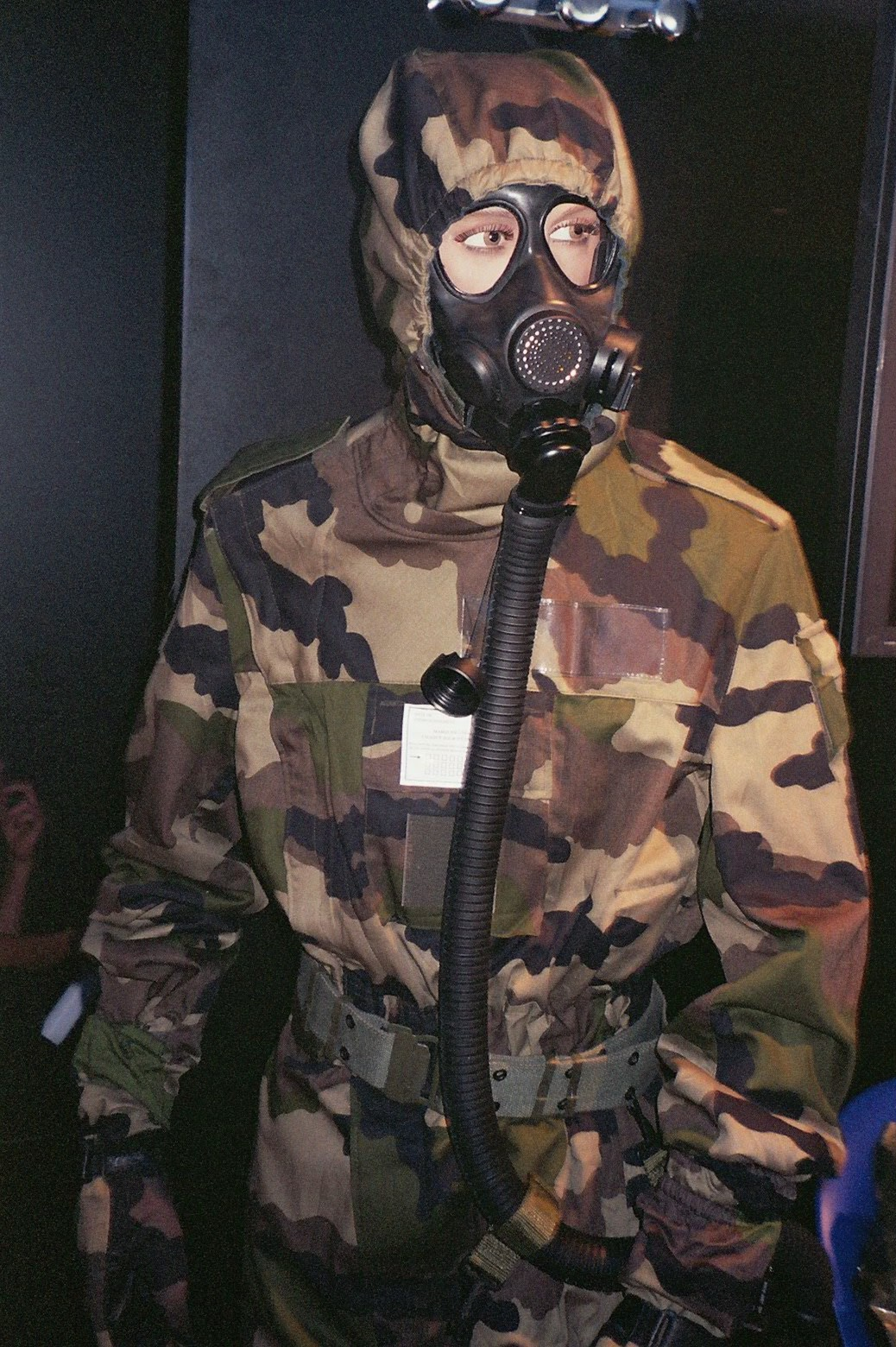
ماسک استفاده شده توسط ارتش فرانسه، کارتریج فیلتر به یک شیلنگ انعطاف پذیر متصل است
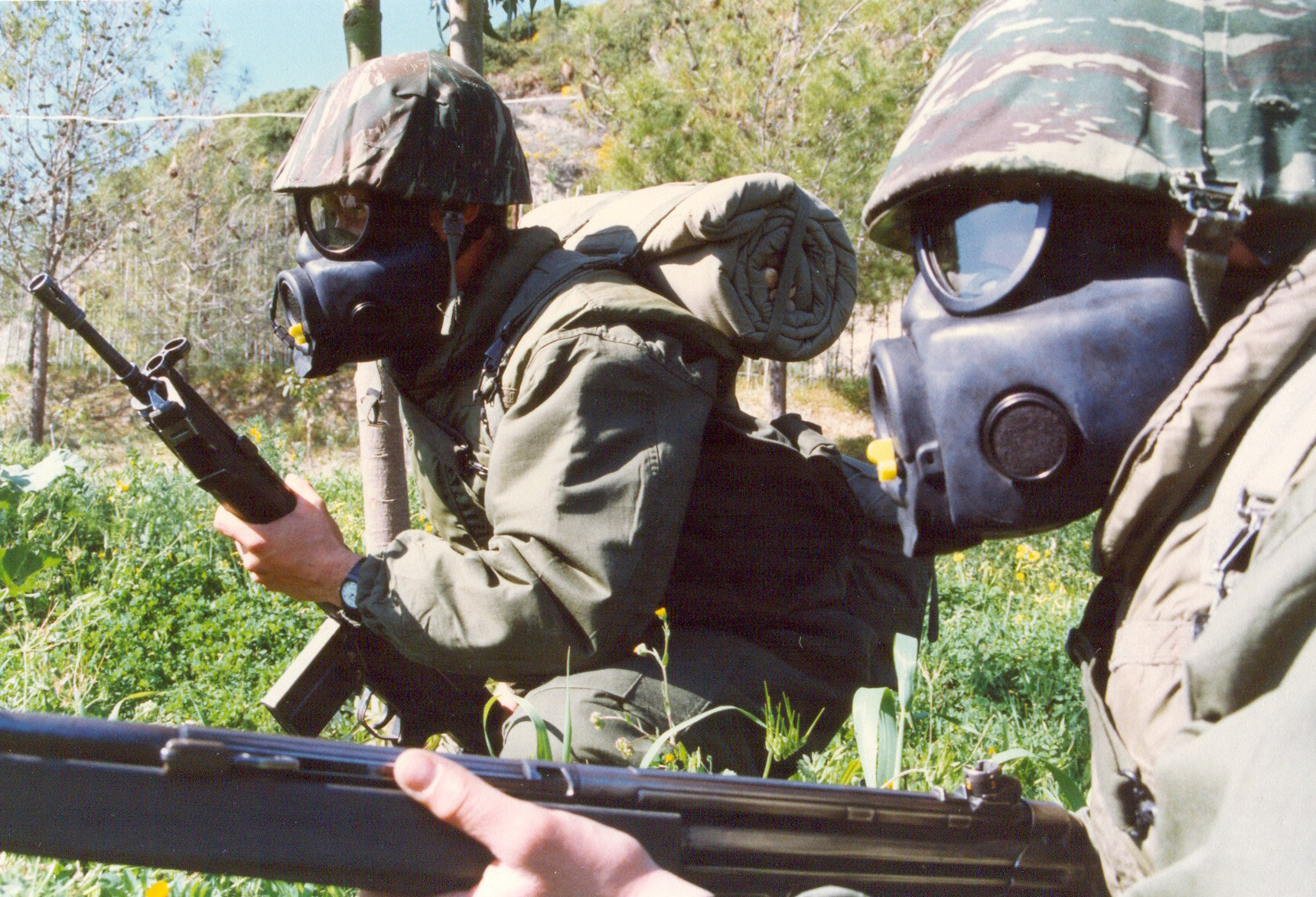
پیاده نظام یونانی با ماسک ضد گاز آمریکا M17

### ایمنی ماسک گاز قدیمی
طول عمر مفید یک ماسک گاز محدود است و به ظرفیت جذب فیلتر مربوط می‌شود. وقتی فیلتر با مواد شیمیایی خطرناک اشباع بشود، کارکرد آن به پایان می‌رسد و ممکن است به فرد آسیب‌های جدی وارد نماید.